# Roncus jarevid
Espèce
Roncus jarevid est une espèce de pseudoscorpions de la famille des Neobisiidae.

## Distribution
Cette espèce est endémique de Serbie. Elle se rencontre à Lenovac dans la grotte Gornja Lenovačka Pećina.

## Description
Le mâle holotype mesure 3,07 mm.

## Publication originale
- Ćurčić, Dimitrijević, Makarov, Ćurčić, Tomić, Antić, Ilić & Ćurčić, 2013 : Roncus radgost n. sp., R. jarevid n. sp., and R. crnobog n. sp.: Three new cave dwellers from eastern Serbia (Neobisiidae, Pseudoscorpiones). Archives of Biological Sciences, vol. 65, no 2, p. 751-760.